# Ein Fall für zwei: … zum Tode verurteilt
... zum Tode verurteilt ist der Titel der 53. Episode der Krimiserie Ein Fall für zwei mit Günter Strack und Claus Theo Gärtner in den Hauptrollen.
Der Privatdetektiv Josef Matula erhält in der zweiten Hälfte dieser Episode einen Auftrag als Leibwächter. Infolgedessen agiert Rechtsanwalt Dr. Renz teilweise stellvertretend wie ein Detektiv.

## Handlung
Dem Theaterschauspieler Hannes Malzer wird von seiner Freundin und Bühnenpartnerin Paula vorgeworfen, in die Studentin Silvia Kosinsky verliebt zu sein, was auch tatsächlich der Fall ist. In seinem Haus kommt es versehentlich zu einem für diese tödlichen Treppensturz. Malzer alarmiert umgehend einen Arzt sowie den in seiner Nachbarschaft wohnenden und mit ihm befreundeten Rechtsanwalt Dr. Renz. Als er mit diesen beiden Herren wieder in seinem Haus eintrifft, ist die Leiche allerdings verschwunden. Renz und der Arzt vermuten, dass Malzer die Situation infolge seines Alkoholkonsums falsch eingeschätzt habe und die durch den Sturz mutmaßlich nur bewusstlos gewordene Silvia inzwischen wieder zu sich gekommen und fortgegangen sei.
An den folgenden Tagen erhält Malzer stets Chrysanthemen, die aus unterschiedlichen Blumenläden stammen, sowie einen Drohbrief, den er Dr. Renz sowie dem Privatdetektiv Josef Matula vorlegt. Er schlägt vor, dass Matula als Journalist getarnt im Theater diesbezügliche Nachforschungen anstellen solle, nachdem dieser zunächst vergeblich versucht hatte, Silvia Kosinsky ausfindig zu machen.
Da Matula keine Erkenntnisse vorweisen kann und weiterhin täglich eine stets kleiner werdende Anzahl an Chrysanthemen für Malzer abgegeben wird, gerät dieser zunehmend in Panik und engagiert Matula als Leibwächter. Von Paula erfährt Renz unterdessen, dass diese einen Wechsel ihres Theaterengagements beabsichtigt, da sie nicht länger mit Malzer zusammenarbeiten möchte. Sie vermutet, dass er die Drohungen gegen sich selbst inszeniert, um Aufmerksamkeit zu erregen.
Matula und Malzer treffen Silvia Kosinskys Vater, der sich ebenfalls auf der Suche nach seiner Tochter befindet, in deren Wohnung an. Da er aufgrund geschäftlicher Schwierigkeiten für eine Weile unerkannt bleiben möchte, weigert er sich, die Polizei einzuschalten. Er vermutet, dass Silvia in Malzers Haus gefangen gehalten wird, erhält jedoch umgehend die Gelegenheit, sich vom Gegenteil zu überzeugen.
Silvias Vater und Renz entdecken einen Hinweis auf einen Verehrer namens Otmar Heinz, dessen Adresse sie umgehend aufsuchen. Auf seinem Grundstück finden sie eine dort kürzlich vergrabene Leiche vor. Renz entdeckt zudem einen Bauplan für eine Guillotine und vermutet, dass Heinz die entsprechende Attrappe auf der Theaterbühne durch ein echtes Beil ersetzt hat, um Malzer zu töten. Als er die Polizei beziehungsweise das Theater diesbezüglich telefonisch alarmieren möchte, wird er von Silvias Vater mit einer Waffe bedroht und daran gehindert. Renz gelingt allerdings die Flucht. Er trifft exakt zu der Szene im Theater ein, als das Beil fällt. Malzer bleibt jedoch unverletzt. Es stellt sich heraus, dass Matula dieselbe Vermutung hatte und das Beil rechtzeitig wieder ausgetauscht hatte. Otmar Heinz gibt zu, Silvias Leiche aus Malzers Haus abgeholt und in seinem Garten beerdigt zu haben. Da er Malzer Totschlag unterstellte, wollte er ihn aus Rache auf offener Bühne zu Tode kommen lassen.

## Hintergrund

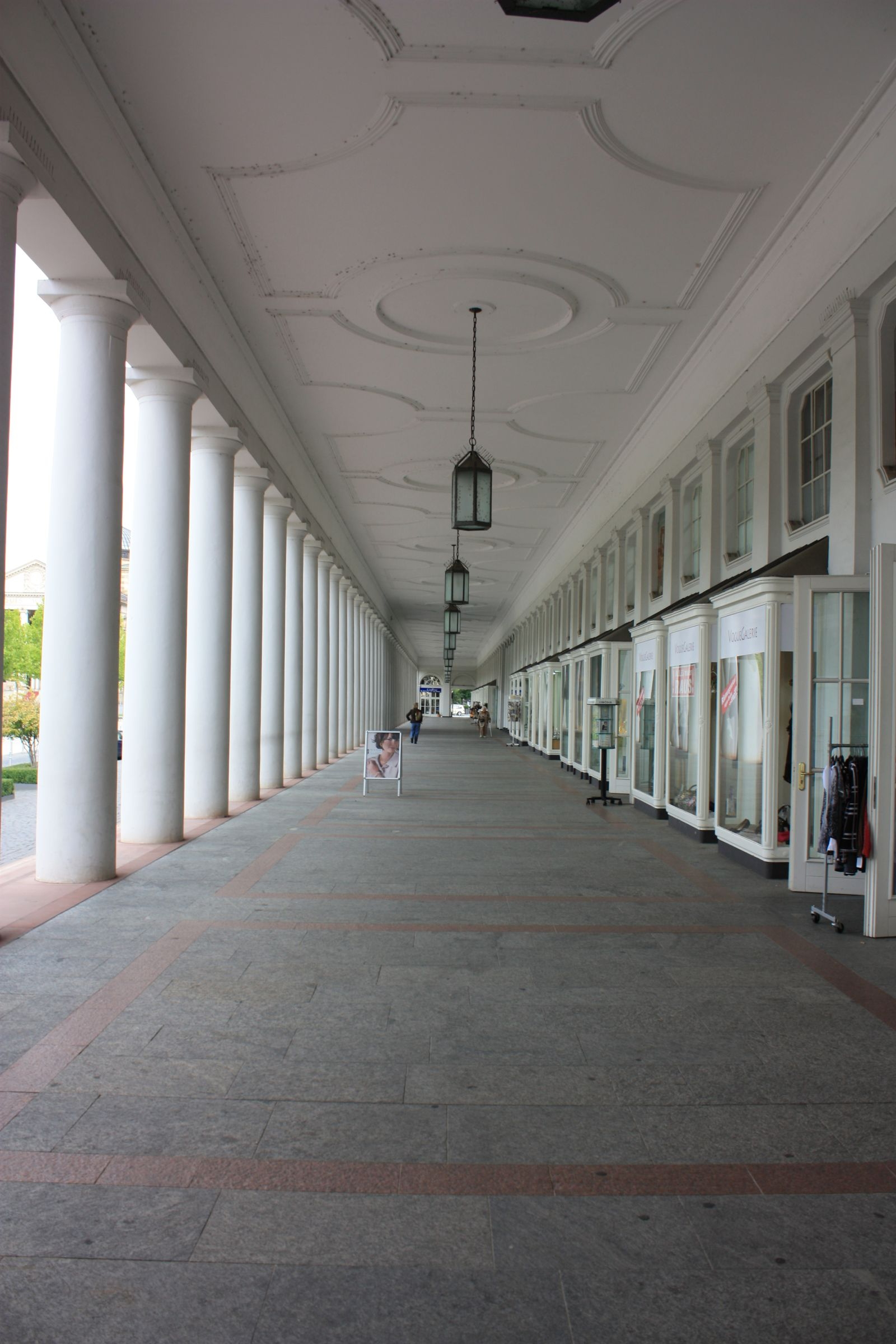
Kolonnade des Hessischen Staatstheaters, aufgenommen aus identischer Perspektive wie in der Episode

Die Episode wurde überwiegend im Rhein-Main-Gebiet gedreht. Die Kulisse der Kanzlei von Dr. Renz befand sich im Hotel InterContinental Frankfurt. Die im Theater spielenden Szenen wurden unter anderem in der Kolonnade des Hessischen Staatstheaters in Wiesbaden aufgenommen.